# Almacenaje animal

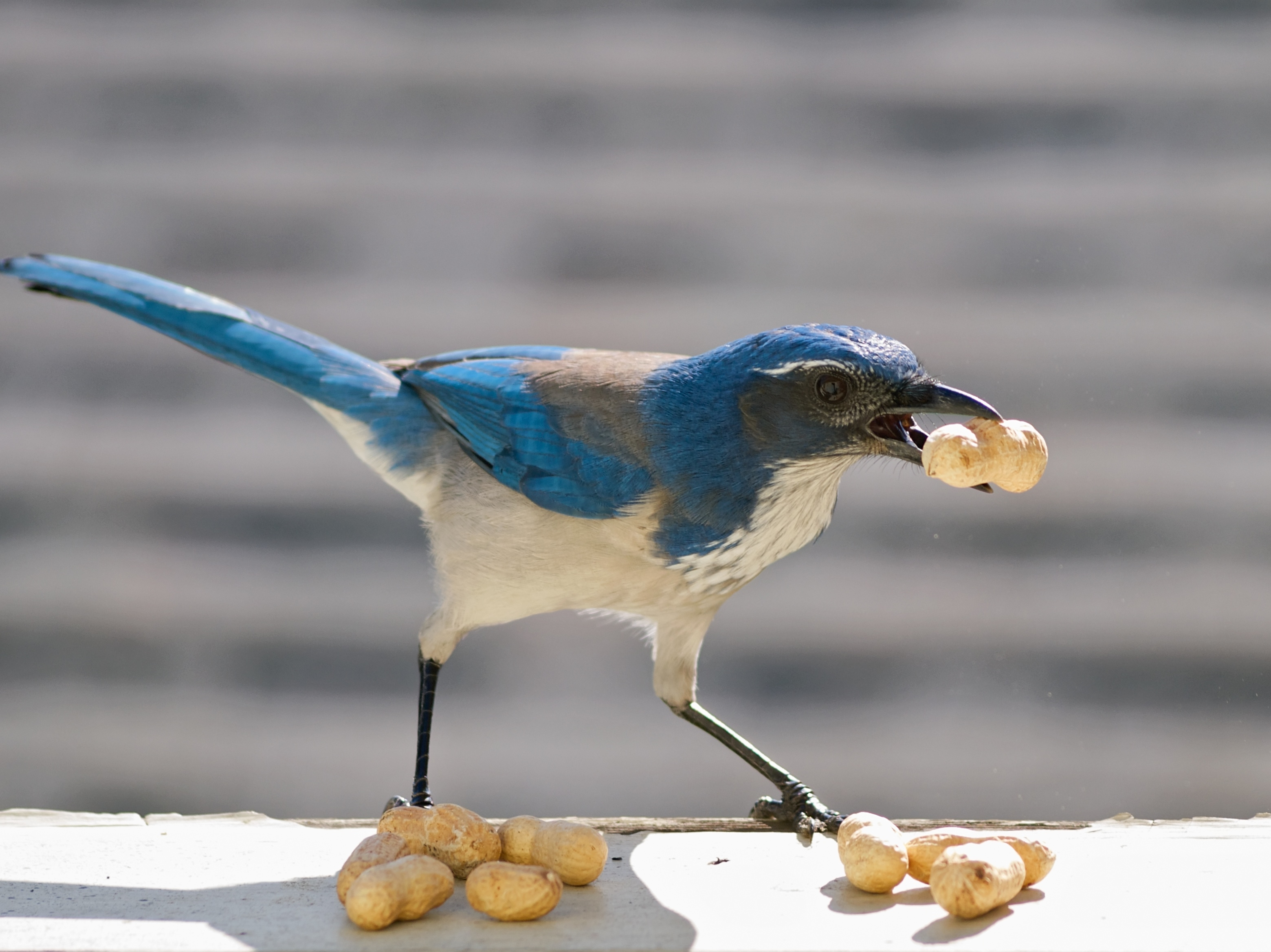
La chara californiana Aphelocoma californica suele esconder alimentos (insectos o bellotas).

El almacenamiento animal, también conocido como almacenaje, es un comportamiento de ciertos animales que consiste en esconder cuidadosamente alimentos en un escondrijo o despensa, inaccesibles tanto para otros individuos de su misma especie (congéneres o especies emparentadas) como para miembros de otras especies. Generalmente, el almacenamiento tiene la función de reservar el alimento excedente durante periodos de abundancia para consumirlo cuando escasea. Sin embargo, existen pruebas de que, en algunos casos, el almacenamiento se realiza con el fin de permitir la maduración del alimento; es decir, se trata de un «almacenamiento para la maduración».

## Función

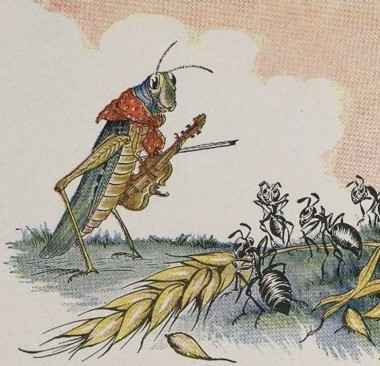
Ilustración de la fábula La cigarra y la hormiga de Esopo por Milo Winter, 1919

El comportamiento de almacenamiento en despensa suele ser una forma de guardar el exceso de alimentos comestibles para su consumo posterior, ya sea alimentos que pronto se comerán, como cuando un jaguar cuelga de un árbol presas parcialmente devoradas para comerlas al cabo de unos pocos días, o a largo plazo, donde la comida es escondida y recuperada muchos meses después. El almacenamiento en despensa es una adaptación común a los cambios estacionales en la disponibilidad de alimentos. En las regiones donde los inviernos son duros, la disponibilidad de alimentos suele ser baja, y almacenar alimentos durante las épocas de alta disponibilidad de alimentos en los meses más cálidos proporciona una ventaja de supervivencia significativa. Para las especies que acumulan alimentos perecederos, el clima puede afectar significativamente, el uso y la descomposición de los alimentos almacenados. Este fenómeno se menciona en la fábula La cigarra y la hormiga.
Sin embargo, en el comportamiento el almacenamiento en despensa para maduración, los animales recolectan y almacenan alimentos que "no son comestibles" de inmediato, pero que se volverán "maduros" y comestibles después de un cierto tiempo. Por ejemplo, se ha observado que las eiras (una comadreja centroamericana) cosechan plátanos verdes enteros, los esconden y luego regresan para comérselos una vez que han madurado. Las hormigas cortadoras de hojas recolectan pedazos de hojas no comestibles (principal alimento de la colonia). y las esconden en cámaras subterráneas para que maduren por mediación de un hongo. Contrariamente a la creencia popular, no hay evidencia científica de que los cocodrilos como el caimán americano escondan grandes presas bajo el agua para consumirlas más tarde.

## Distribución y tamaño de la despensa
El acaparamiento disperso es la formación de un gran número de pequeñas despensas. Este comportamiento está presente tanto en aves (especialmente en el arrendajo canadiense ) como en pequeños mamíferos, principalmente ardillas y otros roedores, como la ardilla gris oriental, la ardilla zorro y el ratón de bosque. Específicamente, aquellos que no migran a climas más cálidos o hibernan durante la época de invierno tienen más probabilidades de dispersar las despensas. Este comportamiento juega un papel importante en la dispersión de semillas, ya que aquellas semillas que se dejan sin comer tendrán la oportunidad de germinar, lo que permitirá que las plantas propaguen sus poblaciones de manera efectiva. Si bien está claro por qué algunos animales dispersan sus escondites de comida, aún queda la pregunta de por qué almacenarían la comida fuera de su cuerpo. La razón es que los acaparadores dispersos deben permanecer activos durante el período de almacenamiento en despensa para ocultar la mayor cantidad de comida en la mayor cantidad de lugares posible. Almacenar la comida dentro de su cuerpo reduciría su movilidad y sería contraproducente para este objetivo.
La diseminación es la técnica principal que utilizan los acaparadores dispersos para proteger los alimentos de los ladrones. Al distribuir el suministro de alimentos geográficamente, los acaparadores desalientan a los competidores que encuentran con un alijo de realizar una búsqueda en el área para obtener más suministro. Sin embargo, a pesar del espacio de la despensa, los acaparadores aún no pueden eliminar la amenaza del hurto. Sin embargo, tener múltiples sitios de despensa es costoso porque requiere una buena memoria espacial. Los acaparadores dispersos generalmente tienen hipocampos más grandes que los animales que no participan en este comportamiento. Además, los estudios han demostrado que el volumen del hipocampo en los acaparadores dispersos varía según la temporada y según la dureza del clima en el que vive el animal.
En el acaparamiento concentrado o unitario, la despensa es grande y se encuentra en un solo lugar, que generalmente también sirve como nido donde vive el animal. Los hámsteres son famosos acaparadores de despensa. De hecho, el verbo alemán "hamstern" (acumular) deriva del sustantivo "hamster" que se refiere al roedor; verbos similares se encuentran en varios idiomas relacionados ( hamsteren holandés y hamstra sueco ). Otros idiomas también establecen una conexión clara entre los hámsteres y el acaparamiento: el polaco chomikować, de chomik – hámster; hámster hebreo ; oger (אוגר) viene de atesorar ; le'egor (לאגור). Una desventaja del acaparamiento concentrado es que si un ladrón asalta una despensa, es mucho más problemático para el animal que si fuera un acaparador disperso. Si bien es mucho más fácil recordar la ubicación de la despensa, también cuesta más esfuerzo defender estas despensas más grandes.

## Comportamientos relacionados
La mayoría de las especies son particularmente cautelosas en observar a los individuos durante el almacenamiento en despensa y se aseguran de que las ubicaciones de las despensas sean secretas. Sin embargo, no todos los escondites están ocultos, por ejemplo, los alcaudones almacenan presas sobre espinas en las ramas al aire libre.
Aunque un pequeño puñado de especies comparten las despensas de alimentos, el acaparamiento de alimentos es un esfuerzo individual para la mayoría de las especies, incluidos casi todos los roedores y aves. Por ejemplo, varios arrendajos viven en grandes grupos familiares, pero no dan muestras de querer compartir la comida almacenada. Más bien, acumulan su suministro de alimentos de forma egoísta, almacenando y recuperando el suministro en secreto.
Solo hay dos especies en las que la selección de parentesco ha dado como resultado un almacén de alimentos compartido, es decir, los castores ( Castor canadensis ) y los pájaros carpinteros belloteros ( Melanerpes formicívoros ); los primeros viven en grupos familiares y construyen despensas de invierno con ramas sumergidas, mientras que los últimos son inusuales porque construyen una despensa comunal muy llamativa.

### Hurto recíproco
El hurto ocurre cuando un animal toma comida de la despensa de otro animal. Algunas especies experimentan altos niveles de robo de despensa, hasta el 30% del suministro por día. Los modelos de acaparamiento disperso sugirieron que el valor de los alimentos almacenados en despensa es igual a la capacidad de los acaparadores para recuperarlos.
Se ha observado que miembros de ciertas especies, como roedores y carboneros, actúan como acaparadores y ladrones a la vez. En otras palabras, el hurto puede ser recíproco y, por tanto, tolerable. Aunque este tipo de sistema de almacenamiento de alimentos parece cooperativo, se ha sugerido que en realidad está impulsado por los intereses egoístas de cada individuo.
Hay animales que recuperan la comida que les robaron de los escondites de otros animales. Por ejemplo, el 75 % de las semillas de pino Jeffrey levemente radiactivas (por lo tanto rastreables) guardadas en despensa por las ardillas listadas del pino amarillo se encontraron en dos sitios de despensa, el 29 % de las semillas se encontró en tres sitios, el 9,4 % en cuatro sitios y el 1,3 % se encontró en cinco sitios durante un período de 3 meses. Estos resultados, y los de otros estudios, demuestran la naturaleza dinámica de los suministros de alimentos de los animales acaparadores dispersos.
Los cuervos comunes que se alimentan en grupo (Corvus corax), acumulan su comida de forma dispersa pero también asaltan los escondites hechos por otros. Los cazadores se alejan de sus congéneres cuando esconden su comida y, con mayor frecuencia, colocan sus escondites detrás de estructuras, obstruyendo la vista de los observadores potenciales. Los asaltantes observan discretamente y se mantienen a distancia de los cazadores cerca de sus sitios de despensa. En respuesta a la presencia de posibles asaltantes o debido a sus movimientos iniciales hacia los escondites, los cazadores frecuentemente interrumpen el almacenamiento en despensa, cambian el sitio del escondite o recuperan sus alimentos. Estos comportamientos sugieren que los cuervos son capaces de ocultar información sobre sus intenciones, lo que puede calificarse como engaño táctico.
De manera similar, los arrendajos euroasiáticos (Garrulus glandarius) cuando son observados por otro arrendajo, prefieren esconder comida detrás de una barrera opaca en lugar de una barrera transparente (creadas artificialmente), lo que sugiere que pueden optar por esconder en lugares fuera de la vista para reducir la probabilidad de que otros arrendajos roben sus despensas.

## Almacenamiento vs. acumulación
El hecho de esconder alimentos por el simple hecho de acumularlos es muy utilizado generalmente por los roedores, mientras que el hecho de esconder alimento en una despensa es más utilizado por los pájaros, aunque el comportamiento de ambos grupos es bastante similar. Aparte de estos dos grupos, los perros cuando encuentran un hueso y no lo pueden comer en aquel momento, lo esconden (lo suelen enterrar) en un lugar donde solo ellos lo podrán encontrar.

## En la ficción
En la película de La fiera de mi niña! el perro de Katharine Hepburn coge un preciado hueso de dinosaurio del curador del museo (Cary Grant) y lo esconde tan bien (lo entierra haciendo un agujero) que se pasan toda la película buscándolo, hasta que al final aparece.